# Hans Janmaat
Johannes Gerardus Hendrikus (Hans) Janmaat (Nes aan de Amstel, 3 november 1934 – Den Haag, 9 juni 2002) was een Nederlands politicus. Hij was namens de Centrumpartij (CP) en later de Centrumdemocraten (CD) lid van de Tweede Kamer tussen 1982 en 1998 (met onderbreking van 1986 tot 1989).

## Jeugd en carrière vóór het Kamerlidmaatschap
Janmaat werd geboren in Nes aan de Amstel, gemeente Nieuwer-Amstel (tegenwoordig Amstelveen) als zoon van de vertegenwoordiger Hendrikus Janmaat en Elisabeth Wansink. Janmaat werd rooms-katholiek opgevoed en bleef tot zijn dood lid van de Katholieke Kerk. Hij behaalde het kandidaatsexamen vliegtuigbouwkunde aan de Technische Hogeschool Delft en werd daarna financieel adviseur en directeur van een meubelfabriek. Nadat de meubelfabriek was afgebrand studeerde Janmaat politicologie aan de Universiteit van Amsterdam, waar hij bevriend raakte met Peter Lankhorst. Hij nam deel aan de bezetting van het Maagdenhuis en werd daarbij gearresteerd. Na zijn afstuderen in 1972 was Janmaat werkzaam als leraar maatschappijleer op het R.K. Sint Janscollege te Den Haag en het R.K. Lodewijk Makeblijde College te Rijswijk (Zuid-Holland); de functie van leraar bleef hij tot 1984 vervullen.
Van 1972 tot 1979 was Janmaat lid van de Katholieke Volkspartij (KVP) en nam hij deel aan verschillende werkgroepen en commissies. Hij verliet in 1980 de christendemocratische KVP voor de gematigde sociaaldemocratische partij van Willem Drees jr., DS'70, waarvoor hij als lid van de mediacommissie in 1979 en 1980 radio- en televisiepraatjes verzorgde. Na lezing van een artikel in het weekblad Vrij Nederland over de pas opgerichte Centrumpartij in maart 1980 nam hij contact op met de voorzitter van deze partij, Henry Brookman. Kort hierna sloot hij zich aan bij deze meer nationalistisch gerichte partij, waarvan hij in mei 1980 partijsecretaris werd en een jaar later, op 18 februari 1981, partijvoorzitter.

## Lidmaatschap Tweede Kamer

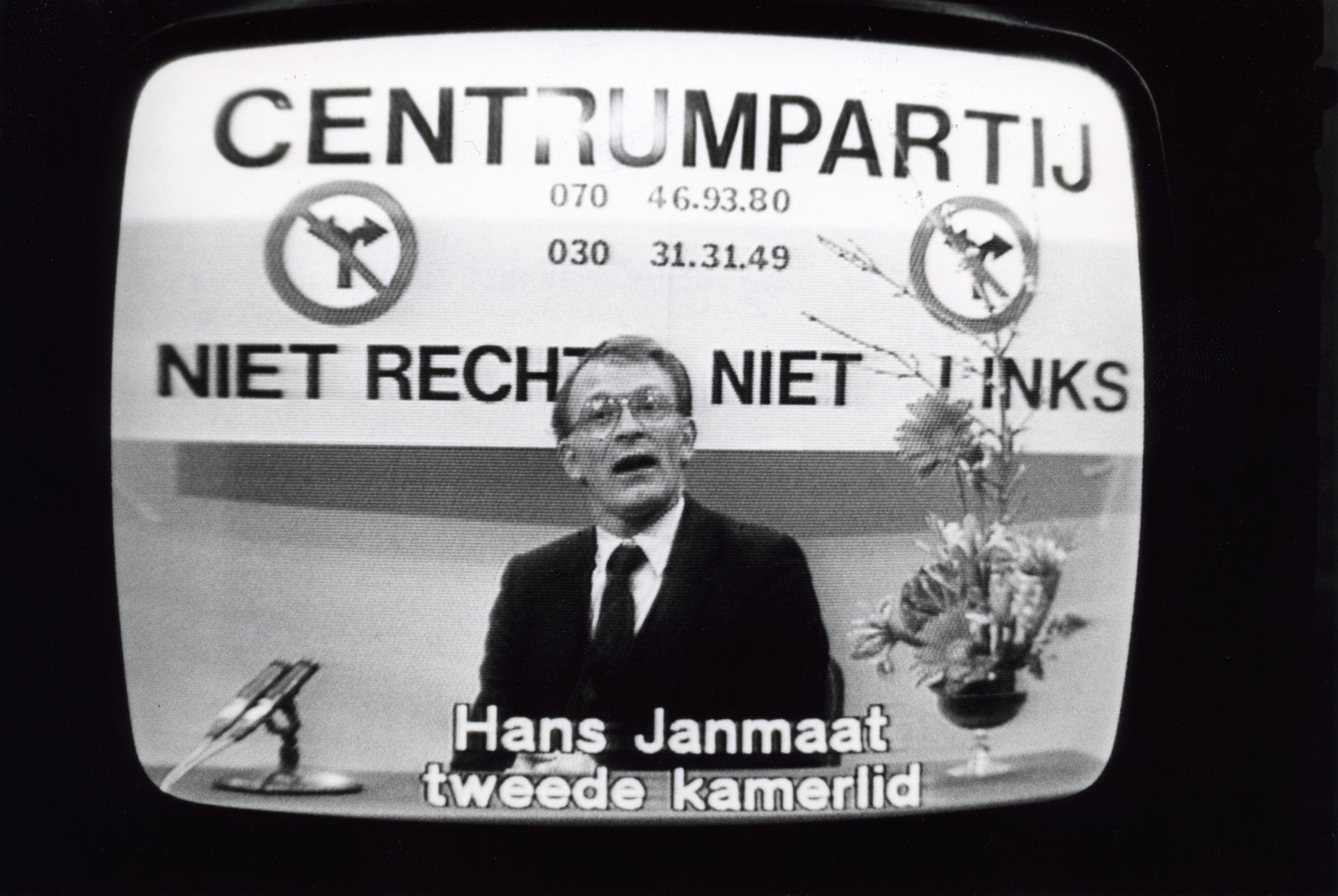
Hans Janmaat tijdens een televisie-uitzending in de Zendtijd voor Politieke Partijen op 8 februari 1984

In 1982 werd Janmaat gekozen als lid van de Tweede Kamer voor de Centrumpartij. De andere 149 Kamerleden gaven toen een verklaring uit waarin zij zich distantieerden van Janmaat.
Hij beloofde zich met de CP via de parlementaire weg in te spannen voor de belangen van de autochtone arbeiders en middenstand. Zijn favoriete onderwerpen in die tijd waren de bevolkingspolitiek en het vreemdelingenbeleid, waarbij hij dwars inging tegen de koers van de andere politieke partijen. Economische en materialistische argumenten vormden de hoofdmoot van zijn politieke betoog. Zo zag hij de relatief sterke toename van het aantal immigranten (deels vluchtelingen) in Nederland in de eerste plaats als een financieel probleem: 
"Elke vluchteling kost ons, laten we zeggen: tweehonderdduizend gulden? En hoeveel zullen er dit jaar binnenkomen? Honderdduizend? Dat kunnen we toch niet opbrengen?"
In zijn proefschrift Kennis, macht en moraal: de productie van wetenschappelijke kennis over de economische effecten van migratie naar Nederland, 1960-2005 (Amsterdam 2010) stelt Jan van de Beek dat partijen als de CP en de CD een grote hypotheek legden op elke economische analyse van de voor- en nadelen van immigratie (blz 183). "De aanwezigheid van het extreemnationalisme bracht de intellectuele elite tot de overtuiging dat Janmaat geen ammunitie verschaft mocht worden, bijvoorbeeld in de vorm van gegevens of kennis die zijn probleemdefinitie zouden ondersteunen." (blz 272)
Janmaat verwierp zelf nadrukkelijk het stempel 'extreemrechts'. Hij identificeerde zichzelf als een politicus met staatsnationalistische en sociaal-conservatieve opvattingen.

Ik vind dat er nog steeds te veel asielzoekers binnenkomen. En de islam is nog steeds sterk in opkomst in ons land; die godsdienststrijd gaat eraan komen
— Janmaat

, zei Janmaat rond de eeuwwisseling in een interview met een weekblad. "Ik heb iedereen bijtijds gewaarschuwd, maar de politici en ook de media waren te beroerd om te luisteren."
Een van de uitspraken die Janmaat deed in de uitzending in het kader van de zendtijd voor politieke partijen, was: 

Wij schaffen, zodra we de mogelijkheid en de macht hebben, de multiculturele samenleving af
— Janmaat

Daarnaast werden door hem tijdens demonstraties verkiezingsleuzen gebezigd als "Vol = Vol" en "Eigen Volk Eerst". Deze en andere uitspraken leidden tot veroordelingen door de rechterlijke macht wegens het aanzetten tot rassenhaat en discriminatie. De officier van Justitie stelde in haar requisitoir dat deze leuzen eigenlijk nog erger waren dan openlijk racisme. 

Een versluierende tekst zal door een grotere groep overgenomen worden zonder dat men zich realiseert wat men eigenlijk zegt. Het enge gedachtegoed zal daardoor mogelijk makkelijker ingang vinden.
— Meindert Fennema

Janmaats standpunten brachten hem in een totaal sociaal en parlementair isolement. Als hij het woord voerde over bepaalde onderwerpen, verlieten sommige Kamerleden demonstratief de vergaderzaal; anderen onderbraken zijn redevoeringen herhaaldelijk of weigerden hem te woord te staan. Ook zijn vroegere vriend Peter Lankhorst die in 1981 Kamerlid was geworden voor de Politieke Partij Radikalen, negeerde hem zo veel mogelijk. Tot in de jaren negentig werd het als uiterst riskant gezien om zich op een normale manier met Janmaat te onderhouden. Politicoloog Meindert Fennema merkte naar aanleiding van een lunchinvitatie door Janmaat en Schuurman na een interview het volgende op: 

Maar ik dacht: 'Wat als ik nu zometeen in het restaurant van de Tweede Kamer bij het echtpaar Janmaat aan tafel zit? Dan kan ik mijn wetenschappelijke carrière wel op mijn buik schrijven.' Dus toen heb ik snel een smoes verzonnen dat ik geen tijd had. Tja, eigenlijk enorm laf. ...
— Meindert Fennema

Volgens Meindert Fennema werden in totaal zo'n 300 processen tegen Janmaat aangespannen. Dit leidde tot meerdere veroordelingen. Het gerechtshof in Den Haag veroordeelde hem op 28 maart 1995 tot een boete van 2000 gulden (ruim € 900), waarvan de helft voorwaardelijk of 35 dagen gevangenisstraf, waarvan vijftien dagen voorwaardelijk. Op 23 december 1996 veroordeelde het gerechtshof in Amsterdam Janmaat tot 3000 gulden (ruim € 1300) boete of veertig dagen hechtenis. De laatste veroordeling sprak het gerechtshof in Arnhem op 29 december 1997 uit: twee weken voorwaardelijke celstraf en een boete van 7500 gulden (ruim € 3400). Een decennium later werden soortgelijke uitlatingen ook door anderen wel gedaan, en werden ze niet door iedereen meer als kwetsend ervaren. Het is tegenwoordig erg onwaarschijnlijk dat iemand voor dit soort leuzen nog veroordeeld wordt.
Op 15 oktober 1984 werd Janmaat geroyeerd als lid van de Centrumpartij, waarna hij als onafhankelijk Kamerlid verderging. Een week later, 22 oktober, werd zijn arbeidsovereenkomst met twee middelbare scholen te Rijswijk (Zuid-Holland) en Den Haag door de rechter ontbonden. Janmaat ontving hierbij een schadevergoeding van vijftigduizend gulden.
Op 29 maart 1986 wist hij zichzelf, samen met enige anderen, ternauwernood in veiligheid te stellen toen hotel Cosmopolite aan de Linge in Kedichem, waar hij met kaderleden van de Centrumpartij over een verzoening vergaderde, zeer snel afbrandde als gevolg van een aanval door groepen links-radicale actievoerders met keien, traangas en rookbommen, waarbij de politie aan fosforbommen dacht omdat het vuur snel om zich heen greep. Janmaats latere echtgenote Wil Schuurman raakte hierbij zwaargewond; haar been moest worden geamputeerd als gevolg van ernstige snijwonden na een val door een raam. Later dat jaar deed Janmaat als kandidaat voor de Centrumdemocraten mee aan de verkiezingen, maar hij behaalde geen zetel.

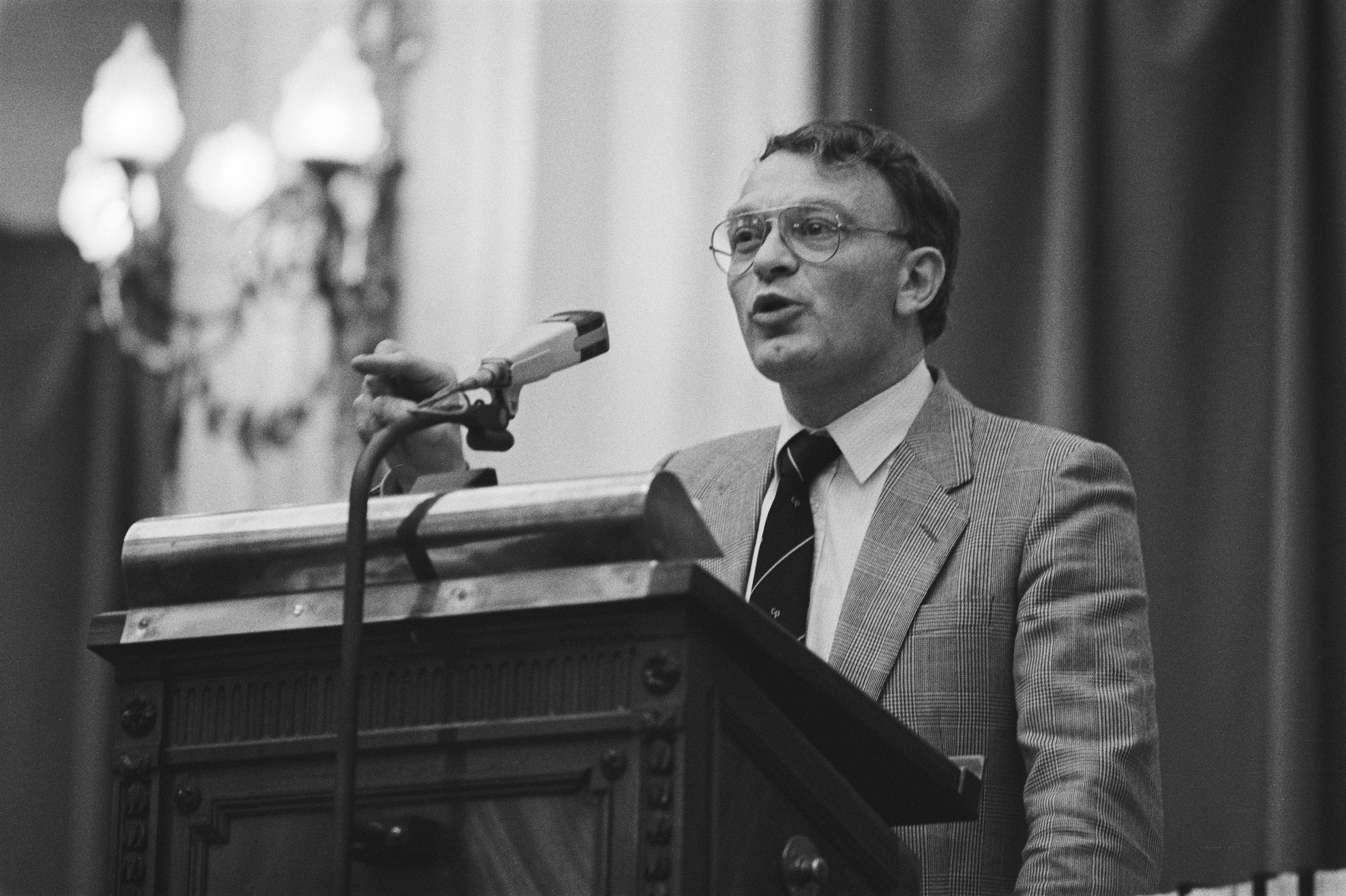
Janmaat in de Tweede Kamer

In 1989 keerde hij terug in de Tweede Kamer, als vertegenwoordiger van dezelfde Centrumdemocraten. Aanvankelijk als eenmansfractie, maar vanaf 1994 was hij leider van een driemansfractie.
In 1998 verloren de Centrumdemocraten, die daarvoor met allerlei interne partijstrubbelingen in het nieuws waren gekomen, alle zetels in de Tweede Kamer. Electoraal werd Janmaat met zijn CD al geruime tijd bij rechtse kiezers hevige concurrentie aangedaan door VVD-leider Frits Bolkestein, die als eerste politicus van een van de grotere partijen de thema’s immigratie en integratie centraal stelde. Janmaat zelf weet de nederlaag voornamelijk aan verkiezingsfraude met stemcomputers. Zo zei hij toen hij in 1999 te gast was in het televisieprogramma Het zwarte schaap van Inge Diepman: "Ze hebben versneld stemmachines ingevoerd en de computerprogrammeur bepaalt de uitslag." Ook beweerde hij dat hij bewijzen had dat de Israëlische geheime dienst Mossad zich met de CD bemoeide.
De partijen waarvan Janmaat lijsttrekker was, kregen bij landelijke verkiezingen nooit meer dan 2,4% van de stemmen. Die relatief kleine aanhang kon volgens verschillende analyses verklaard worden vanuit het isolement waarin Janmaat en zijn partij verkeerden, zijn gebrek aan charisma en zijn controversiële uitspraken. Zo verklaarde hij in een televisie-interview het "niet erg" te vinden dat PvdA-minister Ien Dales was overleden, omdat zij immers "buitengewoon" tegenstandster van de CD was. Ook de stelselmatige publieke verguizing in de media, het onderwijs en bij de overheid speelde een rol. Verder maakte het hardnekkige gerucht dat toegeven dat je CP en later CD stemde toentertijd soms reden voor ontslag kon zijn, het niet aantrekkelijk om op Janmaat te stemmen.
In een uitzending van het programma Netwerk van de KRO uit 1997 werd bekendgemaakt dat Janmaat ongeveer 139.608 gulden per jaar verdiende, inclusief beroepskosten. En na 11 jaar Kamerlidmaatschap had hij slechts 3 moties, 30 mondelinge vragen, 15 schriftelijke vragen en 0 initiatiefwetsvoorstellen op zijn naam staan.
Volgens Meindert Fennema was Janmaat ‘Een liberale racist. Dat betekent dat hij door de liberalen wordt uitgekotst omdat hij een racist is, en dat hij door de racisten wordt uitgekotst omdat hij te liberaal is. Alleen over immigratie heeft hij iets te vertellen.’

## Leven na het Kamerlidmaatschap
Aan het eind van zijn leven vocht Janmaat zijn veroordelingen wegens discriminatie aan bij het Europees Hof voor de Rechten van de Mens. Nog voordat het Hof een uitspraak had gedaan overleed hij echter op 9 juni 2002, na al een aantal jaar aan een hartkwaal te hebben geleden.  De door hem aangespannen rechtszaken werden daardoor niet voortgezet.
Zijn overlijden werd slechts kort herdacht in de Tweede Kamer. De voorzitter van de Tweede Kamer beperkte zich tot het voorlezen van een korte biografie en de wens dat 'de nabestaanden kracht konden vinden om met de herinnering aan de overledene verder te gaan'. De meeste toenmalige Kamerleden waren niet bij het voorlezen van deze verklaring aanwezig. ‘Hij was geen man om vaak aan terug te denken’, zo schreef zelfs de conservatieve historicus Bart Jan Spruyt. Aan het einde van zijn leven had Janmaat zich ontpopt als een ‘kleine, boze burgerman, met foute ideeën die hij schuimbekkend en zuigend naar voren bracht, een aartstreiteraar en leugenaar, ziek en zielig, volstrekt paranoïde, gespeend van talent en charisma, een slecht verliezer ook…’ Janmaat had iets smoezeligs. Zijn uitstraling was die van een verzuurde kantoorklerk. Janmaat werd gezien als mislukkeling, een sneue engerd zonder charisma. "Welk pak hij ook droeg, het leek altijd goedkoop", schreef persbureau ANP na zijn overlijden in 2002. "Een scharminkeltje was hij, maar ook een geboren dwarsligger. Opgewonden, grillig, wantrouwend en soms een beetje zielig."
Enkele jaren voor zijn dood droeg Janmaat zijn archief over aan Meindert Fennema, een Amsterdams hoogleraar in de politicologie, 'om te voorkomen dat het in handen van de Anne Frankstichting zou vallen'. Fennema besloot, met toestemming van Janmaat, het archief onder te brengen op het Internationaal Instituut voor Sociale Geschiedenis, een op het eerste gezicht vrij atypische keuze aangezien het IISG vooral bekendstaat als archief voor sociale bewegingen van linkse signatuur.

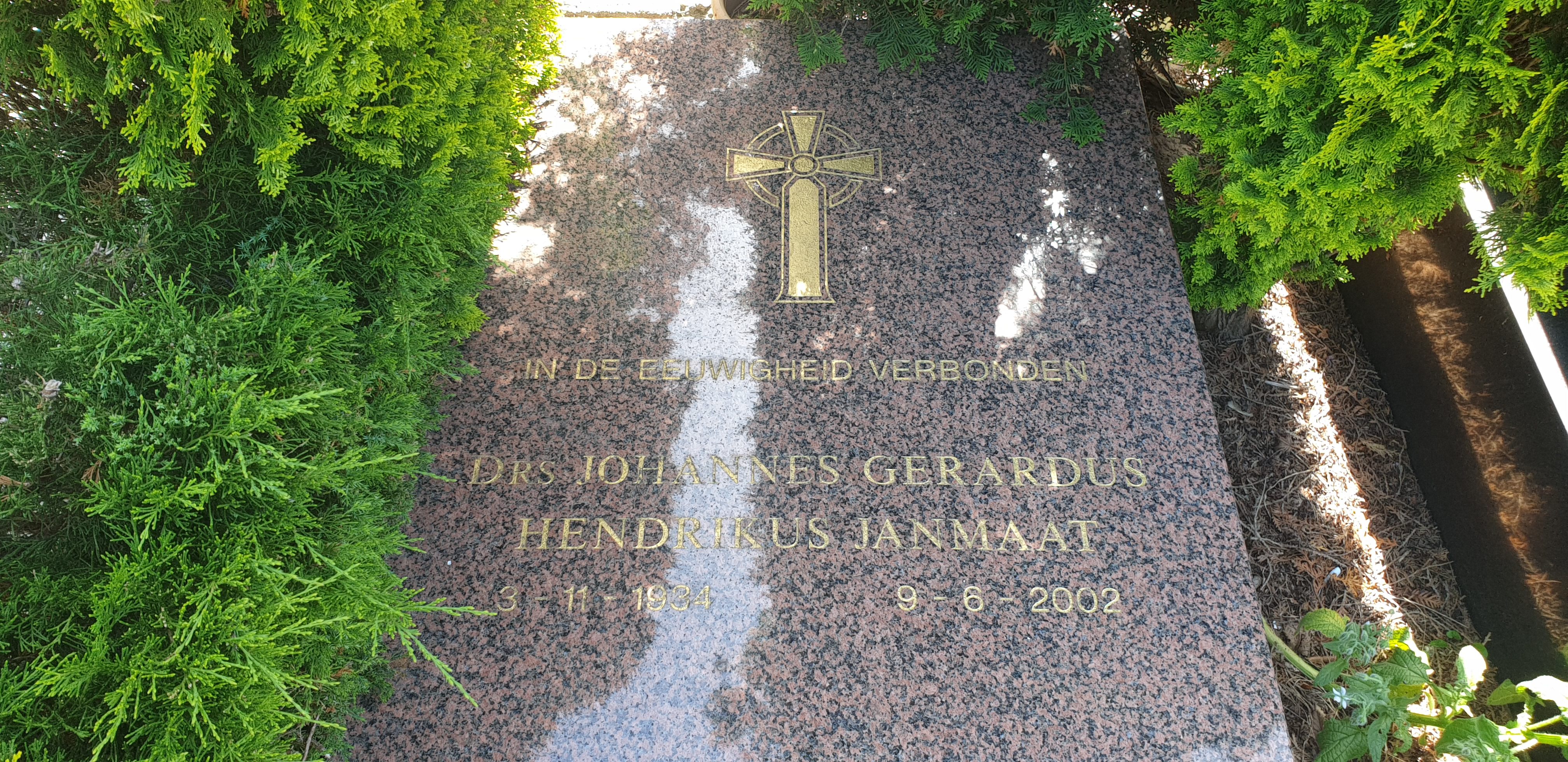
Het graf van Hans Janmaat op de Begraafplaats Sint Petrus Banden in Den Haag.

## Electorale geschiedenis
| Jaar |                    | Partij                                       | Pos. | Stemmen | Zetels partij |
| ---- | ------------------ | -------------------------------------------- | ---- | ------- | ------------- |
| 1981 | Tweede Kamer       | Centrumpartij                                | 1    | 10.722  | 0             |
| 1982 | Tweede Kamer       | Centrumpartij                                | 1    | 58.944  | 1             |
| 1984 | Europees Parlement | Centrumpartij                                | 26   |         | 0             |
| 1986 | Tweede Kamer       | Centrumdemocraten                            | 1    | 11.311  | 0             |
| 1989 | Tweede Kamer       | Centrumdemocraten                            | 1    | 76.484  | 1             |
| 1989 | Europees Parlement | Centrumdemocraten                            | 1    | 37.381  | 0             |
| 1994 | Tweede Kamer       | Centrumdemocraten                            | 1    | 192.734 | 3             |
| 1994 | Europees Parlement | Centrumdemocraten                            | 22   | 7.156   | 0             |
| 1998 | Tweede Kamer       | Centrumdemocraten                            | 1    | 43.262  | 0             |
| 1999 | Europees Parlement | Centrumdemocraten / Conservatieve Democraten | 2    | 6.611   | 0             |